# Troller Veículos Especiais
Troller Veículos Especiais S/A (Troller) est un constructeur brésilien de véhicules tout-terrain. Fondée en 1995 à Horizonte, dans l'état de Ceará, elle est devenue une filiale de Ford en 2007. Le véhicule phare de Troller est le Troller T4, qui a participé avec succès à plusieurs courses de rallye à travers le monde, dont le Dakar.

## Nomination
Le nom Troller est une adaptation portugaise non officielle du mot scandinave troll.

## Histoire
La société Troller a été créée par Rogério Farias en 1995. En avril 1996, le premier prototype a été construit. En 1997, Troller a été acheté par l'entrepreneur Mário Araripe, qui a formé un partenariat avec Rogério Farias, et les premiers T4 à essence ont été construits. La production en série des véhicules a commencé en 1999, lors de la construction d'une usine.
En 2005, une usine de fabrication a ouvert en Angola pour construire le T4 pour le marché africain.
La filiale brésilienne de Ford a annoncé en janvier 2007 l'acquisition de Troller pour un prix non divulgué.
Le 14 décembre 2009, un Troller a fait la une des journaux en dégageant les rues inondées de la ville de São Paulo lors d'une émission en direct.
En 2014, le Troller T4 a reçu une redesing.

## Modèle actuel en production
- Troller T4 3.2 Turbodiesel (2015-présent)

## Ancien modèle en production
- Troller Pantanal (2006-2008)

## Galerie

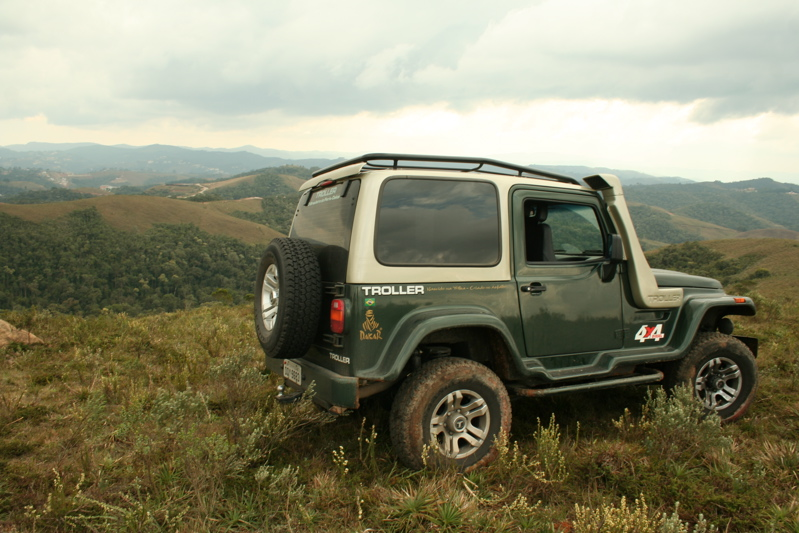
Troller T4
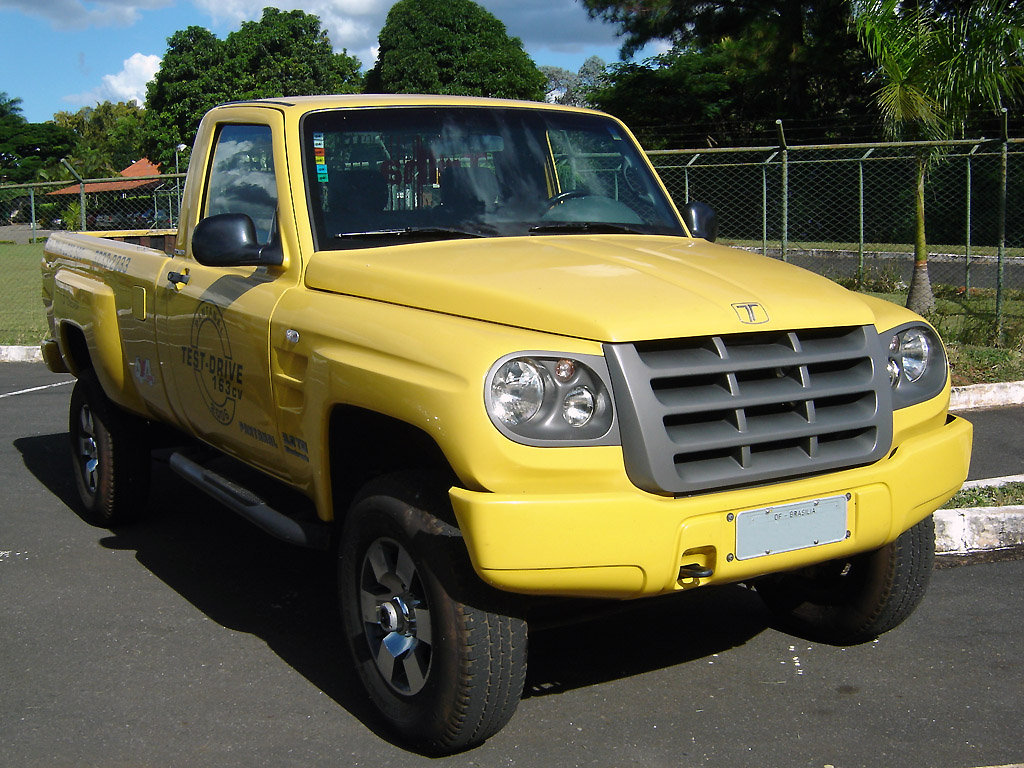
Troller Pantanal
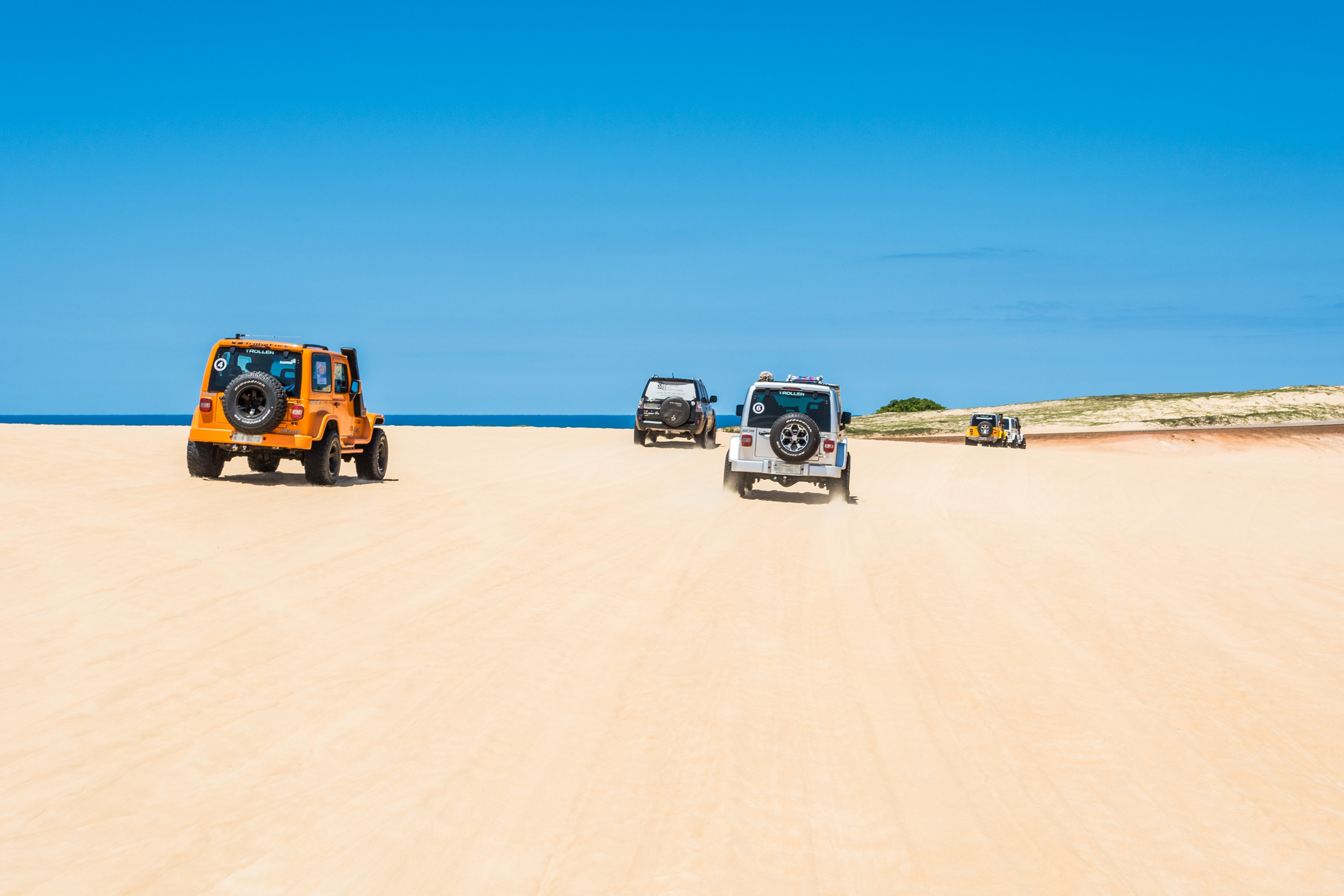
Des Troller sur les dunes de Genipabu

## Voir également
TAC Stark - un autre véhicule brésilien à quatre roues motrices.